# Yerson Opazo
Pour les articles homonymes, voir Opazo.
Yerson Flavio Opazo Riquelme (né le 24 décembre 1984 à Villarrica) est un footballeur international chilien, qui joue au poste de défenseur central avec le Curicó Unido.

## Biographie
Il reçoit une sélection en équipe du Chili, le 14 novembre 2012, en amical contre la Serbie (défaite 1-3).
Il participe à la Copa Libertadores et à la Copa Sudamericana.

## Palmarès
- Champion du Chili en 2013 (Apertura) avec le Club Deportivo O'Higgins
- Vainqueur de la Supercoupe du Chili en 2014 avec le Club Deportivo O'Higgins